# 克雷茨
克雷茨是德国莱茵兰-普法尔茨州的一个市镇。总面积4.18平方公里，总人口700人，其中男性339人，女性361人（2011年12月31日），人口密度167人/平方公里。